# Crepidium uncatum
Crepidium uncatum är en orkidéart som först beskrevs av Oakes Ames, och fick sitt nu gällande namn av Mark Alwin Clements och David Lloyd Jones. Crepidium uncatum ingår i släktet Crepidium, och familjen orkidéer. Inga underarter finns listade i Catalogue of Life.